# Nanyuemiao
Nanyuemiao (kinesiska: 南岳庙, 南岳庙乡) är en sockenhuvudort i Kina. Den ligger i provinsen Hunan, i den södra delen av landet, omkring 240 kilometer sydväst om provinshuvudstaden Changsha. Antalet invånare är 29 900. Befolkningen består av 14 286 kvinnor och 15 614 män. Barn under 15 år utgör 24,0 %, vuxna 15-64 år 65 %, och äldre över 65 år 9,0 %.
Runt Nanyuemiao är det tätbefolkat, med 476 invånare per kvadratkilometer. Närmaste större samhälle är Sangesi, 12,1 km sydost om Nanyuemiao. I omgivningarna runt Nanyuemiao växer huvudsakligen savannskog.
Genomsnittlig årsnederbörd är 1 796 millimeter. Den regnigaste månaden är juni, med i genomsnitt 269 mm nederbörd, och den torraste är december, med 62 mm nederbörd.